# Estadi Am Deich
L'Estadi Am Deich és un estadi de futbol a la ciutat d'Ettelbruck, al centre de Luxemburg. Actualment és l'estadi del Football Etzella Ettelbruck. Té capacitat per a 2.020 persones.